# Javier Ortega Desio

a Compétitions nationales et continentales officielles uniquement.

b Matchs officiels uniquement.
Dernière mise à jour le 10 juillet 2019.
Javier Ortega Desio, né le 14 juin 1990 à Paraná, est un joueur international argentin de rugby à XV évoluant au poste de troisième ligne aile. Il joue en Super Rugby pour la franchise argentine des Jaguars.

## Statistiques en équipe nationale
Lors de la coupe du monde 2015, Javier Ortega Desio participe à trois matchs contre la Géorgie, la Namibie et l'Afrique du Sud.